# Versonnex
|  | Per a altres significats, vegeu «Versonnex (Alta Savoia)». |

Versonnex és un municipi francès al departament de l'Ain i a la regió d'Alvèrnia-Roine-Alps. L'any 2007 tenia 2.048 habitants.

## Demografia

### Població
El 2007 la població de fet de Versonnex era de 2.048 persones. Hi havia 753 famílies de les quals 157 eren unipersonals (71 homes vivint sols i 86 dones vivint soles), 180 parelles sense fills, 318 parelles amb fills i 98 famílies monoparentals amb fills.
La població ha evolucionat segons el següent gràfic:
Habitants censats

### Habitatges
El 2007 hi havia 839 habitatges, 767 eren l'habitatge principal de la família, 39 eren segones residències i 34 estaven desocupats. 658 eren cases i 179 eren apartaments. Dels 767 habitatges principals, 498 estaven ocupats pels seus propietaris, 266 estaven llogats i ocupats pels llogaters i 3 estaven cedits a títol gratuït; 11 tenien una cambra, 24 en tenien dues, 85 en tenien tres, 161 en tenien quatre i 486 en tenien cinc o més. 692 habitatges disposaven pel capbaix d'una plaça de pàrquing. A 285 habitatges hi havia un automòbil i a 465 n'hi havia dos o més.

### Piràmide de població
La piràmide de població per edats i sexe el 2009 era:
| Homes | Edats   | Dones |
| ----- | ------- | ----- |
| 0     | 95 o +  | 0     |
| 0     | 90 a 94 | 4     |
| 0     | 85 a 89 | 4     |
| 0     | 80 a 84 | 1     |
| 9     | 75 a 79 | 6     |
| 18    | 70 a 74 | 10    |
| 17    | 65 a 69 | 24    |
| 31    | 60 a 64 | 21    |
| 50    | 55 a 59 | 39    |
| 52    | 50 a 54 | 86    |
| 61    | 45 a 49 | 90    |
| 68    | 40 a 44 | 60    |
| 79    | 35 a 39 | 98    |
| 71    | 30 a 34 | 95    |
| 31    | 25 a 29 | 45    |
| 28    | 20 a 24 | 32    |
| 77    | 15 a 19 | 68    |
| 106   | 10 a 14 | 79    |
| 67    | 5 a 9   | 67    |
| 42    | 0 a 4   | 77    |

## Economia
El 2007 la població en edat de treballar era de 1.359 persones, 1.054 eren actives i 305 eren inactives. De les 1.054 persones actives 980 estaven ocupades (515 homes i 465 dones) i 74 estaven aturades (31 homes i 43 dones). De les 305 persones inactives 78 estaven jubilades, 120 estaven estudiant i 107 estaven classificades com a «altres inactius».

### Ingressos
El 2009 a Versonnex hi havia 712 unitats fiscals que integraven 1.970 persones, la mediana anual d'ingressos fiscals per persona era de 24.595,5 €.

### Activitats econòmiques
Dels 39 establiments que hi havia el 2007, 1 era d'una empresa extractiva, 2 d'empreses alimentàries, 2 d'empreses de fabricació d'altres productes industrials, 4 d'empreses de construcció, 8 d'empreses de comerç i reparació d'automòbils, 1 d'una empresa de transport, 1 d'una empresa d'hostatgeria i restauració, 1 d'una empresa d'informació i comunicació, 2 d'empreses financeres, 1 d'una empresa immobiliària, 8 d'empreses de serveis, 4 d'entitats de l'administració pública i 4 d'empreses classificades com a «altres activitats de serveis».
Dels 8 establiments de servei als particulars que hi havia el 2009, 1 era un taller de reparació d'automòbils i de material agrícola, 1 paleta, 1 guixaire pintor, 1 empresa de construcció, 2 perruqueries, 1 restaurant i 1 saló de bellesa.
Dels 4 establiments comercials que hi havia el 2009, 1 era una botiga de més de 120 m², 1 una botiga de menys de 120 m², 1 una sabateria i 1 una botiga de mobles.
L'any 2000 a Versonnex hi havia 7 explotacions agrícoles.

## Equipaments sanitaris i escolars
L'únic equipament sanitari que hi havia el 2009 era una farmàcia. El 2009 hi havia 1 escola maternal i 1 escola elemental.

## Poblacions properes
El següent diagrama mostra les poblacions més properes.